# Shams ol-Moluk Mosahab
Shams ol-Moluk Mosahab, född 1913, död 1997, var en iransk politiker. 
Hon var dotter till en politiker. Hon blev en av de första kvinnor som fick läsa på Teherans universitet efter dess invigning 1936, och blev den första iranska kvinna att ta doktorsexamen i persiska språk 1945. Hon var verksam som lärare och därefter på utbildningsdepartementet och kulturdepartementet. 
Hon var medlem i Women's Organization of Iran där hon försvarade Kashf-e hijab och förespråkade införandet av rösträtt för kvinnor i skrift och offentliga föredrag. 
Efter införandet kvinnlig rösträtt 1963 blev hon samma år en av de första kvinnorna i Irans parlament.  
Hon delade denna pionjärställning med Mehrangiz Manouchehrian (som också blev senator) och Mehrangiz Dowlatshahi, Nayereh Ebtehaj-Samii, Showkat Malek Jahanbani, Nezhat Nafisi, Farrokhroo Parsa och Hajar Tarbiat (som satt i den lagstiftande församlingen). 
Hon satt som ledamot i Irans parlament 1963-1980. Hon förlorade sin plats efter iranska revolutionen. 